# Pterorana khare
La granota voladora índia (Pterorana khare) és una espècie d'amfibi anur de la família Ranidae. El gènere al qual pertany és monoespecífic, és a dir, és la seva única espècie. L'etimologia del nom científic prové del grec πτέρον, ala, i granota en referència al gènere Rana, l'epítet específic fa referència a un dels autors de la descripció de l'espècie.